# Königsfeld (Renânia-Palatinado)
Königsfeld é uma cidade da Alemanha localizada no distrito de Ahrweiler, na associação municipal de Verbandsgemeinde Brohltal, no estado da Renânia-Palatinado.